# Мириан II
Мириа́н II (груз. მირიანი) или Мирван (груз. მირვანი) — царь Иберии (около 90 — 20 до н. э.).
В ходе восстания 90 года отец Мириана Фарнаджом погиб, а корона перешла к его зятю Аршаку I. Мириан, воспитанный при парфянском дворе, вернул себе престол только лишь через 60 лет после гибели отца, будучи глубоким старцем.
В средневековой грузинской традиции Фарнавазу II, внуку Аршака I, по всей видимости, соответствует царь Бартом, погибший в бою с парфянами, во главе которых стоял Мириан. Расправившись с Бартомом и его наследниками, Мирван восстановил династию Фарнавазидов в Иберии.
С этим не согласился Картам, эристав Эгриси, потомок Куджи, соратника Фарнаваза I. Но Картам также был убит в бою против Мириана.